# Sankt Veit im Innkreis
Sankt Veit im Innkreis, též St. Veit im Innkreis, je obec v okrese Braunau v rakouské spolkové zemi Horní Rakousy.

## Geografie
Sankt Veit leží v oblasti Innviertel. Přibližně 9 % území obce tvoří lesy a 85 % zemědělská půda.